# 李國萃
李國萃（1921年—1952年6月24日），山東省棲霞縣人，中國共產黨員，青島市警察局，逃亡時化名孫文和，受中共中央社會部台灣工作站凱案牽連被判處死刑，1952年6月24日槍決於台北川端橋南端刑場。

## 生平
李國萃，1921年生於山東省棲霞縣，1948年在青島市警察局加入中共膠東軍區統戰部青島警察解放會組織，1949年春吸收張敏生加入該組織歸其領導，不久被政府查獲，由於當時正值青島撤退，張敏生、李國萃被撥入青島補訓總隊服役隨隊來台 。
1948年中共中央社會部部長李克農先後派遣朱芳春(化名非)、蕭明華及凱等多名特工赴台發展組織，非開辦「實用心理學補習班」講課，藉機吸收組織成員，成立「臺灣青年解放同盟」和「新民主主義青年團」。非在國語日報擔任編輯，實際上則是執行情報工作，吸收組織成員、策動國語日報高層及蒐集文教方面情報。1949年8月非返回中國，李克農即指示不可再組織讀書會，會很容易被破獲，要求他們化整為零，並改為單線聯絡，並且以蒐集情報與策反為工作重點，1949年10月于非回台後，將組織名稱改為中共中央社會部台灣工作站，負責情報偵蒐與策反工作。
1949年6月，李國萃與張敏生擅離補訓總隊，投入裝甲兵第3團特務連當兵，同年9月兩人又離營逃兵，張敏生化名王梅波，李國萃化名孫文和，張敏生到台北找同學凱，於是認識了姜民權、張慶並加入組織。
1950年2月情治機關發覺非身分，在非住處逮捕蕭明華，非將相關檔案移藏嚴明森處，前往花蓮孫玉林處躲藏，透過孫玉林、周一粟買通白靜寅取得諜報證，1950年3月22日非帶著包含「海南島作戰計畫書」、「臺灣省作戰計畫書」等多達二十幾種相關軍事情報之相片膠卷，從基隆搭船往香港返回上海，同年5月海南島全島遭到中共解放。同時，保密局擴大搜查將中共中央社會部在台組織成員一網打盡。
在軍法處時，保密局利用幹員滲透入獄中，並策反組織成員路齊書進行偵蒐，案情逐漸擴大，中共中央社會部台灣站瓦解，上百人受到牽連抓捕。1951年凱以自新身分將張敏生供出，李國萃當時在台南市公園國民學校擔任廚工，亦遭到逮捕審訊。李國萃因為在青島領導共黨組織的罪名，被判處死刑。1951年7月全案偵查進入後續收網階段，調查局在香港新聞天地週刊刊登整刊的特稿，以李克農照片為封面，標題中共社會部首領李克農的潛台組織已被一網打盡。
1952年1月2日李國萃、蘇爾挺、遲紹春、陳詩俊、宮樹桐都因為中共中央社會部蘇藝林案的牽連被判處死刑，1952年6月24日槍決於台北川端橋南端刑場。

## 身後
兩岸開放探親後張敏生即返鄉探親，並找到了朱芳春，張敏生與姜民權在1990年代曾赴天津，將台灣所發生的事告訴朱芳春。姜民權因案被判徒刑服刑九年多，在口述歷史中對朱芳春拋下組織回大陸非常不能諒解。
由於與大陸失去聯繫，李國萃在台灣犧牲時年僅31歲，家人全然不知李國萃下落，中共中央社會部相關案件隨著白色恐怖相關案件解密後曝光，透過相關單位協尋找到受難者大陸親人。2014年李國萃的孫姪從老家山東前往台灣，為完成老輩的遺願，把叔公李國萃的屍骨帶回老家落葉歸根，距離李國萃被執行槍決已隔六十二年。

## 紀念
2013年10月 北京西山國家森林公園的無名英雄廣場上立有無名英雄紀念碑，為紀念來台灣在1950年代被處決「隱避戰線烈士」而設立，李國萃銘刻於紀念碑上。